# Crossocerus leucostoma
Crossocerus leucostoma är en stekelart som först beskrevs av Carl von Linné 1758.  Crossocerus leucostoma ingår i släktet Crossocerus, och familjen Crabronidae. Arten är reproducerande i Sverige.